# Key Pittman

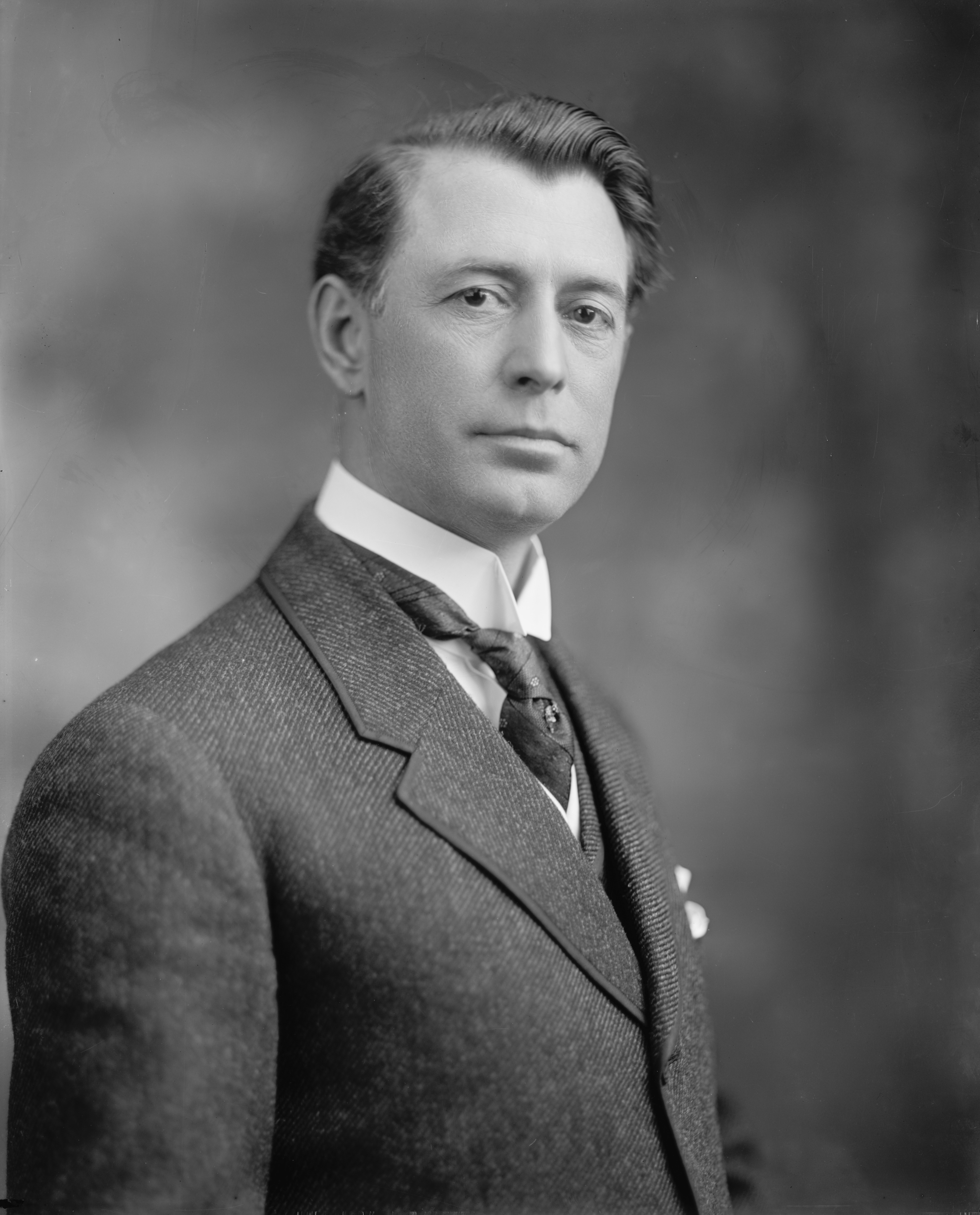
Key Pittman

Key Pittman (* 19. September 1872 in Vicksburg, Mississippi; † 10. November 1940 in Reno, Nevada) war ein US-amerikanischer Politiker (Demokratische Partei).

## Biografie

### Frühes Leben
Key Pittman wuchs in privilegierten Verhältnissen auf, der unter anderem von Privatlehrern erzogen wurde, und später die Southwestern Presbyterian University in Clarksville (Tennessee) absolvierte. Nach seinem Studium der Rechtswissenschaften zog er Anfang der 1890er Jahre nach Seattle (Washington) wo er als Anwalt praktizierte.

### Abenteurer
Wie viele abenteuerlustige Männer zog es Pittman 1897 an den Klondike River, als dort Ende des 19. Jahrhunderts der bekannte Goldrausch ausbrach. Er selbst erwarb eine Goldmine, die er bis 1901 leitete. 1902 verließ Pittman die Region und ließ sich in der wirtschaftlich florierenden Stadt Tonopah (Nevada) nieder, wo er seine Arbeit als Rechtsanwalt wieder aufnahm. Auch nahm Pittman von 1904 bis 1906 als Repräsentant von Nevada an der Lewis and Clark Centennial Exposition in Portland teil.

### Politische Karriere
1911 kandidierte der Parteiangehörige der Demokraten erstmals für das Amt des US-Senators, unterlag jedoch seinem unmittelbaren Amtsvorgänger William Massey. Zwei Jahre später hatte er mehr Erfolg, und zog am 29. Januar 1913 als US-Senator von Nevada nach Washington.
Er wurde viermal wiedergewählt und gehörte dem Senat bis zu seinem Tod 27 Jahre lang an. Damit war er einer der am längsten amtierenden US-Senatoren.
Im Lauf seiner Amtszeit übernahm er mehrere Funktionen, darunter von 1933 bis 1940 jene des Präsidenten pro tempore. Im selben Zeitraum war er Vorsitzender des United States Senate Committee on Foreign Relations.

### Tod und Kontroverse
1940 kandidierte er erneut für das Senatorenamt, jedoch erlag er während des Wahlkampfs im Washoe General Hospital einem Herzinfarkt.
Lange Zeit wurde vermutet, dass Pittmans Leichnam von Parteikollegen in einer Badewanne tiefgefroren wurde, bis seine Wahl bestätigt worden sei, um erst danach seinen Tod zu verkünden. Somit hätte die Demokratische Partei einen Senatssitz im 77. Kongress mehr gehabt. Allerdings wurde dieses Gerücht nie bestätigt.

## Sonstiges
Vail Montgomery Pittman folgte seinem um acht Jahre älteren Bruder in die Politik und war von 1945 bis 1951 Gouverneur von Nevada.